# Majak (Kaliningrad, Nesterow)
Majak (russisch Маяк, deutsch Dobawen, 1938 bis 1946 Dobauen) war ein Ort in der russischen Oblast Kaliningrad (Gebiet Königsberg (Preußen)). Die verwaiste Ortsstelle liegt heute im Gebiet der Prigorodnoje selskoje posselenije (Landgemeinde Prigorodnoje(Petrikatschen, 1938 bis 1946 Schützenort) im Rajon Nesterow (Kreis Stallupönen, 1939 bis 1945 Kreis Ebenrode)).

## Geographische Lage
Majak lag im südöstlichen Zipfel der Oblast Kaliningrad im Gebiet der Rominter Heide (russisch: Krasny Les) am Osero Kamyschowoje (Dobawener/Dobauer See). Bis zur einstigen und heute in Polen liegenden  Kreisstadt Goldap (polnisch: Gołdap) waren es 28 Kilometer, die jetzige Rajonshauptstadt Nesterow (Stallupönen, 1938 bis 1946 Ebenrode) liegt 30 Kilometer entfernt. Eine Nebenstraße (27A-012) verbindet die südöstliche Rominter Heide mit Newskoje (Pillupönen, 1938 bis 1946 Schloßbach) und Nesterow. Bis 1945 bestand Bahnanschluss über die Station Kuiken (1938 bis 1946 Albrechtsrode) an der dann außer Betrieb gesetzten Bahnstrecke Gumbinnen–Goldap.

## Geschichte
Das einstige Dobawen wurde vor 1539 gegründet und wurde später ein Salzburgerdorf. Im Jahre 1874 wurde das Dorf Amtssitz und namensgebend für einen Amtsbezirk, der – 1939 in „Amtsbezirk Dobauen“ umbenannt – bis 1945 zum Kreis Goldap im Regierungsbezirk Gumbinnen der preußischen Provinz Ostpreußen gehörte. 
Im Jahre 1910 waren in Dobawen 199 Einwohner gemeldet. Ihre Zahl verringerte sich bis 1933 auf 184 und belief sich 1939 auf 168.
Im Zuge der nationalsozialistischen Umbenennungsaktion wurde Dobawen am 3. Juni (amtlich bestätigt am 16. Juli) 1938 in „Dobauen“ umbenannt.
In Kriegsfolge kam das Dorf 1945 mit dem nördlichen Ostpreußen zur Sowjetunion. Es 
erhielt die russische Bezeichnung „Majak“ und war zunächst noch besiedelt, wurde dann aber aufgegeben.

### Amtsbezirk Dobawen/Dobauen (1874–1945)
Zwischen 1874 und 1945 war Dobawen resp. Dobauen Amtsdorf. In den Amtsbezirk waren anfangs acht, am Ende noch sieben Dörfer eingegliedert:
| Name                                | Änderungsname 1938 bis 1946 | Jetziger Name (Staat) | Bemerkungen                                     |
| ----------------------------------- | --------------------------- | --------------------- | ----------------------------------------------- |
| Auxinnen                            | Freudenau                   | -- (RUS)              |                                                 |
| Billehnen                           | Billenau                    | -- (RUS)              |                                                 |
| Dobawen                             | Dobauen                     | Majak (RUS)           |                                                 |
| Jodupönen                           | Grenzhof                    | -- (RUS)              | 1924 in die Landgemeinde Serteggen eingemeindet |
| Präslauken                          | Praßlau                     | Przesławki (PL)       |                                                 |
| Reddicken                           |                             | Redyki (PL)           |                                                 |
| Sausleszowen 1936–38: Sausleschowen | Seefelden (Ostpr.)          | -- (RUS)              |                                                 |
| Serteggen                           | Serteck                     | Żerdziny (PL)         |                                                 |

## Kirche
Die Bevölkerung Dobawens resp. Dobauens war vor 1945 fast ausnahmslos evangelischer Konfession und in das Kirchspiel der Kirche Szittkehmen (der Ort hieß ab 1936: Schittkehmen, ab 1938: Wehrkirchen, jetzt polnisch: Żytkiejmy) eingepfarrt, die zum Kirchenkreis Goldap in der Kirchenprovinz Ostpreußen der Kirche der Altpreußischen Union gehörte. 